# Jean-Claude Fournier
Jean-Claude Fournier conocido simplemente como Fournier es un dibujante francés (París,21 de mayo de 1943). Es conocido por ser  uno de los principales autores de Spirou y Fantasio encargándose de nueve de sus álbumes entre 1969 y 1979.

## Biografía

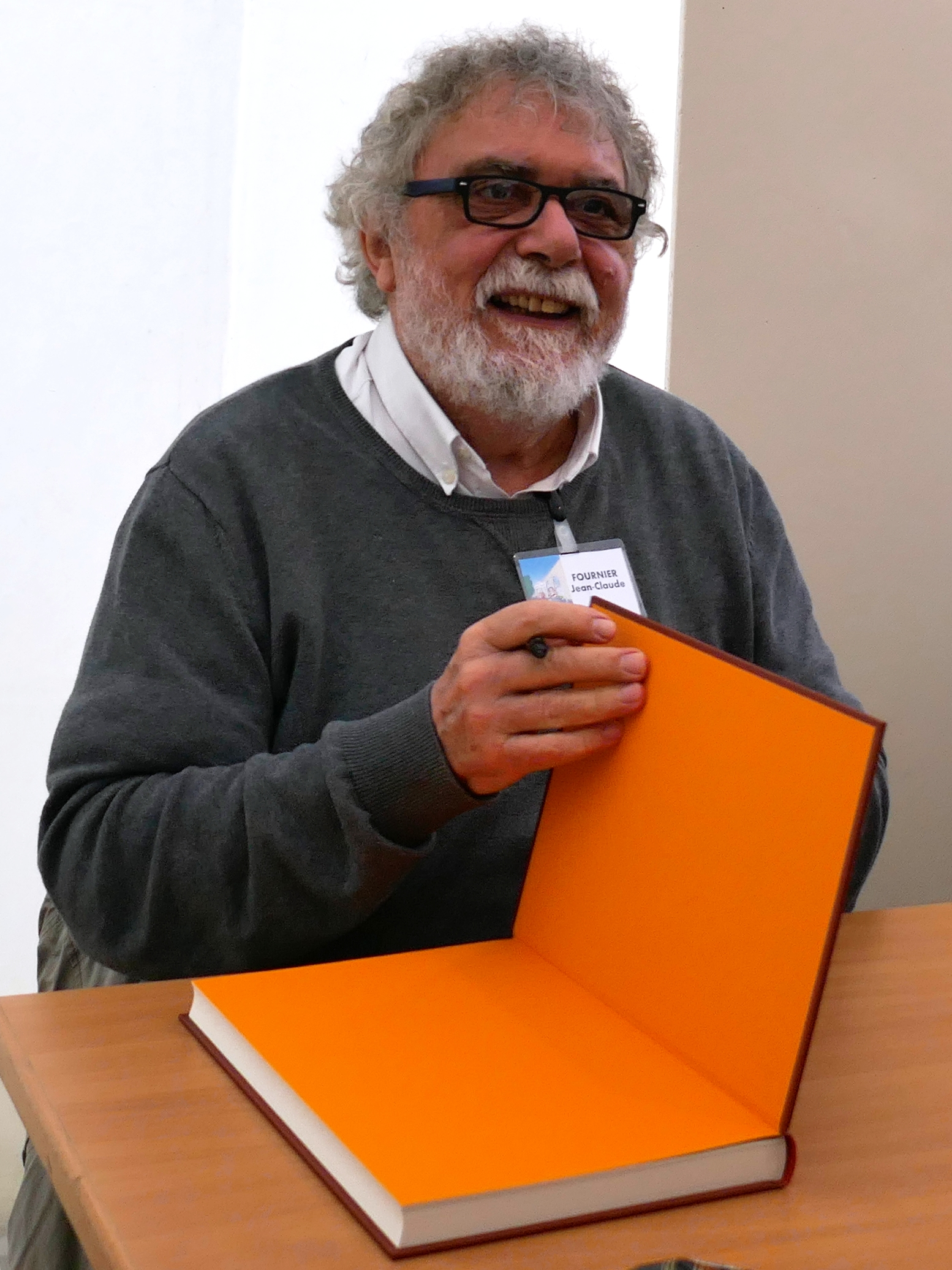
ean-Claude Fournier en 2017

Fournier' era un gran admirador de Spirou y Fantasio y en 1965 le enseño a André Franquin, autor de los cómics, las imitaciones que hacía de sus dibujos, Franquin, que ya tenía cierto cansancio de la serie y quería centrarse en Gastón Lagaffe (Tomás el Gafe) se lo presentó a Yvan Delporte, redactor jefe de Le Journal de Spirou. Así pues, y después del controvertido álbum, Un bebé en Champiñac, la serie pasó de André Franquin a las manos de un entonces desconocido joven autor y fan de Spirou, Jean-Claude Fournier, en 1969.
Fournier realizó nueve álbumes de la serie, durante los que Spirou evolucionó a un personaje más moderno. Mientras que las historias de Franquin tendían a ser políticamente neutrales, la etapa de Fournier trató temas tan controvertidos para los años 70 como la energía nuclear (El Ankú), dictaduras financiadas por el tráfico de drogas (Kodo el tirano) o la represión al estilo Duvalier (Tora Torapa, que marcó la reaparición de Zorglub y Zantafio). Aunque Fournier introdujo algunos personajes nuevos como Ororéa o Itoh Kata, así como la organización criminal conocida como El Triángulo, ninguno de ellos ha sido reutilizado por autores posteriores.
En 1979, después de nueve álbumes, decidió abandonar el proyecto y dedicarse a Bizu. La editorial Dupuis le encargo a Nic y Cauvin los siguientes álbumes de y Spirou y Fantasio.

## Festival del cómic de Saint-Malo
Fournier cofundó en 1992, Quai des Bulles, el gran festival del cómic de Saint-Malo. Fue miembro del Comité Organizador y de la Junta de Directores del Festival hasta octubre edición de 2000, cuando se retiró para convertirse en director honorario.